# Premio Golden Boy 2019
El Golden Boy 2019 fue la decimoséptima edición del galardón entregado por el diario italiano Tuttosport al mejor jugador del fútbol europeo menor de 21 años en el 2019.
El 15 de octubre, Tuttosport dio a conocer los 20 nominados al premio.

## Golden Boy
Los 20 nominados a la edición 2019 fueron:
| Pos. | Jugador              | Club (es)           | Puntos |
| 1    | João Félix           | Atlético Madrid     | 332    |
| 2    | Jadon Sancho         | Borussia Dortmund   | 175    |
| 3    | Kai Havertz          | Bayer Leverkusen    | 75     |
| 4    | Erling Haaland       | Borussia Dortmund   | 74     |
| 5    | Matthijs De Ligt     | Juventus            | 71     |
| 6    | Ansu Fati            | F.C. Barcelona      | 49     |
| 7    | Phil Foden           | Manchester City     | 46     |
| 8    | Gianluigi Donnarumma | A.C. Milan          | 37     |
| 9    | Nicolò Zaniolo       | A.S. Roma           | 36     |
| 10   | Donyell Malen        | PSV Eindhoven       | 35     |
| 11   | Mason Mount          | Chelsea             | 29     |
| 12   | Rodrygo Goes         | Real Madrid         | 20     |
| 13   | Vinícíus Júnior      | Real Madrid         | 13     |
| -    | Moise Kean           | Everton F.C.        | 13     |
| 15   | Andriy Lunin         | Real Valladolid     | 11     |
| 16   | Dejan Joveljić       | Eintracht Frankfurt | 9      |
| -    | Mattéo Guendouzi     | Arsenal             | 9      |
| 18   | Alphonso Davies      | Bayern Múnich       | 1      |
| 20   | Ferran Torres        | Valencia C.F.       | 0      |
| -    | Kang-in Lee          | Valencia C.F.       | 0      |
| ---- | -------------------- | ------------------- | ------ |